# Jan Carrick
Jan Carrick, född 16 oktober 1947 i Kalmar, är en svensk jurist som var lagman i Hallsbergs tingsrätt från 1994 till 1998.
Carrick blev juris kandidat 1972. Han var rådman i Skövde tingsrätt från 1985, var lagman i Hallsbergs tingsrätt 1994-1998 och därefter hovrättslagman i Göta hovrätt.
Carrick var son till direktör Curt Carrick och hans maka Margery, född Hansen. Han var gift från 1975 med Anne-Marie, född Johansson 1944.